# باتلوکوف
باتلوکوف (انگلیسی: Batlukov) یک شهرک در بخش آلکسیفسکی استان بلگورود کشور روسیه است.